# Wild Frank
Wild Frank è un programma televisivo di genere documentaristico prodotto da Molinos de Papel e trasmesso sulle emittenti del circuito televisivo DMAX. Il protagonista è l'erpetologo Frank Cuesta, specialista in rettili e anfibi.
Il programma è trasmesso in quasi 60 paesi.

## Episodi
| Stagione (anno produzione) | Stagione (anno produzione) | Episodi |
| -------------------------- | -------------------------- | ------- |
| 2014                       | 1                          | 5       |
| 2014                       | 2                          | 7       |
| 2015                       | 3                          | 6       |
| 2015                       | 4                          | 3       |
| 2015                       | 5                          | 5       |
| 2016                       | 6                          | 7       |
| 2016                       | 7                          | 6       |
| 2016                       | 8                          | 4       |
| 2017                       | 9                          | 6       |
| 2017                       | 10                         | 4       |
| 2017                       | 11                         | 3       |

## Curiosità
Il 12 dicembre 2016 DMAX Italia ha trasmesso la puntata-special: Wild Frank: missione Italia, dedicata alla tradizione della Festa dei serpari che si svolge nel comune di Cocullo, lo special fa parte della sesta stagione con il titolo originale di: Wild Frank: La fiesta de las serpientes.